# 屋嘉比島

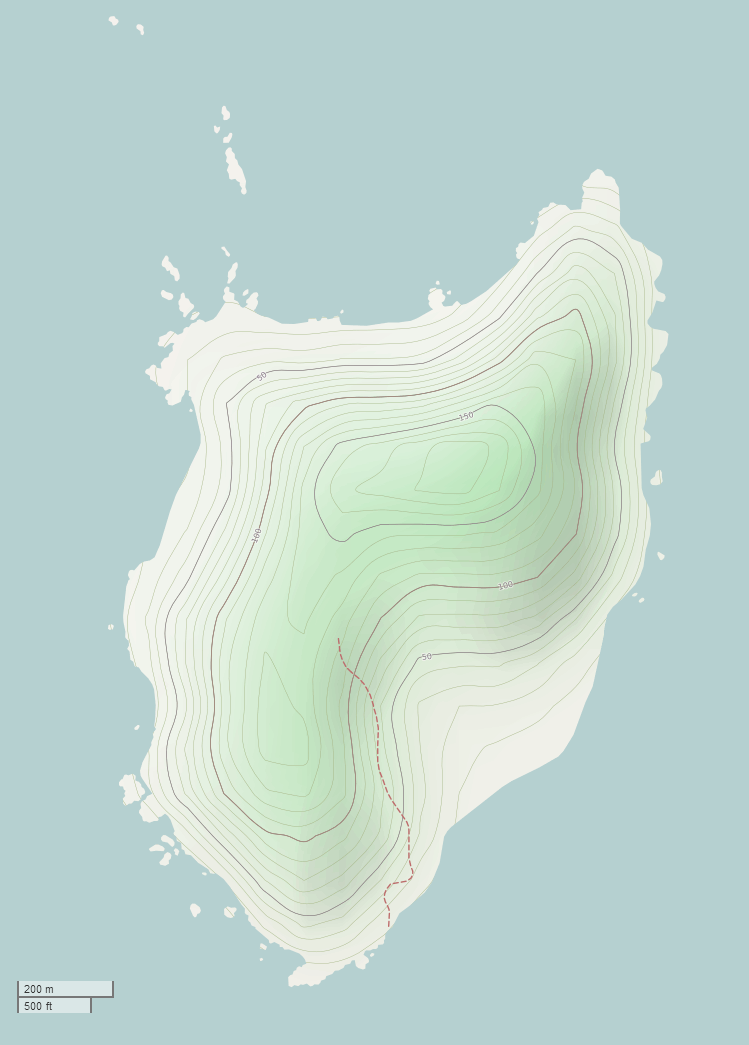
屋嘉比島の地形図。

屋嘉比島（やかびじま）は、沖縄県島尻郡座間味村に属する無人島で、座間味島の西約4km、慶良間諸島最南西端である久場島の北約2kmの海上に位置する。

## 地理
面積1.26km2、周囲5.29kmで、島北東部に最高標高214.4mの丘陵を有する島である。北東部には海岸に面した標高50m以上の急崖が聳え、南東部には小さな砂浜が存在し、島の北西約200mに「長内瀬（ながちんせ）」という小島がある。
島全体に森林やススキの草原が広がる。屋嘉比島に棲息するケラマジカは国指定の天然記念物に指定され、1974年（昭和49年）から約10年間は鳥獣保護区にも認定されていた。1983年現在、ケラマジカの約半数は屋嘉比島に棲息し、朝方と夕方には餌取りを行う為に海岸部の草地に出現する。アカウミガメとアオウミガメの産卵地で、孵化したウミガメを狙ってアカマタが捕食する事例が報告されている。島の周囲は最大で幅約600mのサンゴ礁に取り巻かれ、ダイビングスポットとなっている。緑色片岩で構成され、久場島と同様に含銅硫化鉄鉱床（キースラガー鉱床）を形成し、戦前まで銅の採掘地であった。

## 歴史
方言で「ヤカンジマ」といい、『正保国絵図』には「やかひ嶋」と、『絵図郷村帳』には「屋かび島」と記されている。
屋嘉比島山頂に御嶽が祀られている。17世紀に南に位置する久場島で放し飼いにされたシカが島に渡り、現在でもケラマジカとして屋嘉比島に棲息している。1955年（昭和30年）に当時の琉球政府は屋嘉比島に棲むケラマジカを天然記念物に指定し、その後本土復帰した1972年5月15日に国指定の天然記念物となった。1880年（明治13年）に銅鉱床が発見され、1936年（昭和11年）に本格的な採掘が行われた。1939年（昭和14年）にラサ工業による高品質な銅を産出する鉱山として発展すると、島内の人口が2,000人以上に達し、住宅や小中学校も建設された。しかし、1945年（昭和20年）3月に沖縄で最初に米軍が上陸すると、島民10人が集団自決を行った。また沖縄戦の空襲で鉱業所は破壊され、戦後は無人島となった。現在は桟橋や鉱山跡の遺構が残存している。